# Liste der Pfarren im Stadtdekanat 15 (Erzdiözese Wien)
Das Stadtdekanat 15 ist ein Dekanat im Vikariat Wien Stadt der römisch-katholischen Erzdiözese Wien.
Es umfasst drei Pfarren im 15. Wiener Gemeindebezirk Rudolfsheim-Fünfhaus mit rund 25.000 Katholiken.

## Pfarren mit Kirchengebäuden und Kapellen
- Ink. … Inkorporation

| Pfarre           | Teilgemeinden                              | Ink.               | Seit | Patrozinium                   | Kirchengebäude und Kapellen |                           |
| ---------------- | ------------------------------------------ | ------------------ | ---- | ----------------------------- | --- | ------------------------- |
| Hildegard Burjan | Neufünfhaus Rudolfsheim Schönbrunn-Vorpark |                    | 2017 | Hildegard Burjan 12. Juni     | Pfarrkirche: Maria, Königin der Märtyrer Filialkirche Neufünfhaus, Filialkirche Unbeflecktes Herz Mariä, Unbefleckte-Empfängnis-Kapelle im Kaiserin-Elisabeth-Spital, Kapelle in der Herz-Marien-Niederlassung                                                   | Rudolfsheimer Pfarrkirche |
| Reindorf         |                                            |                    | 1789 | Allerheiligste Dreifaltigkeit | Pfarrkirche: Pfarrkirche Reindorf Kirche Maria Hilfe der Christen, Kirche Mutter der Barmherzigkeit, Kapelle im Immaculatahaus, Kapelle in der Niederlassung Fünfhaus der Missionarinnen der Nächstenliebe, Kapelle in der Schulbrüder-Ordensgemeinde St. Benild | Reindorfer Pfarrkirche    |
| St. Josef        |                                            | Kalasantiner (COP) | 1935 | St. Josef                     | Pfarrkirche: Kalasantinerkirche St. Josef Kapelle im Jüngerzentrum St. Josef |                           |

Zur ehemaligen Pfarre St. Antonius von Padua (1939–2016) siehe Pfarrkirche St. Antonius von Padua.

Zur ehemaligen Pfarre Fünfhaus (1878–2016) siehe Kirche Maria vom Siege.

Zur ehemaligen Pfarre Neufünfhaus (1935–2016) siehe Pfarrkirche Neufünfhaus.

Zur ehemaligen Pfarre Schönbrunn-Vorpark (1955–2016) siehe Herz-Mariä-Kirche.

### Diözesaner Entwicklungsprozess
Am 29. November 2015 wurden für alle Pfarren der Erzdiözese Wien Entwicklungsräume definiert. Die Pfarren sollen in den Entwicklungsräumen stärker zusammenarbeiten, Pfarrverbände oder Seelsorgeräume bilden. Am Ende des Prozesses sollen aus den Entwicklungsräumen neue Pfarren entstehen. Im Stadtdekanat 15 wurden folgende Entwicklungsräume festgelegt:
- Neufünfhaus, Rudolfsheim, Schönbrunn-Vorpark und St. Antonius von Padua (seit April 2016 Teil der Pfarre Rudolfsheim[3], seit 1. Jänner 2017 Pfarre Hildegard Burjan[4])
- Fünfhaus (seit Juni 2016 Teil der Pfarre Reindorf), Reindorf und St. Josef

Die Pfarre Akkonplatz wurde am 1. Jänner 2017 Teil des Stadtdekanats 14.